# پی سگ بزرگ
پی سگ بزرگ یک ستاره است که در صورت فلکی سگ بزرگ قرار دارد.